# An Sung-bin
Đây là một tên người Triều Tiên, họ là An.
An Sung-Bin (tiếng Hàn: 안성빈; sinh ngày 3 tháng 10 năm 1988) là một cầu thủ bóng đá Hàn Quốc thi đấu cho Gyeongnam FC ở K League 1.

## Sự nghiệp câu lạc bộ
An bắt đầu sự nghiệp tại Gyeongnam FC, tham gia K-League Draft 2010. Anh có màn ra mắt trong trận đấu trước Daejeon Citizen ngày 7 tháng 3 năm 2010. An ghi bàn thắng đầu tiên trước Jeonbuk Hyundai Motors ở trận mở màn Cúp Liên đoàn bóng đá Hàn Quốc, Gyeongnam FC thua 1-2.

## Thống kê sự nghiệp
| Thành tích câu lạc bộ | Thành tích câu lạc bộ | Thành tích câu lạc bộ | Giải vô địch | Giải vô địch | Cúp     | Cúp       | Cúp Liên đoàn | Cúp Liên đoàn | Tổng cộng | Tổng cộng |
| Mùa giải              | Câu lạc bộ            | Giải vô địch          | Số trận      | Bàn thắng    | Số trận | Bàn thắng | Số trận       | Bàn thắng     | Số trận   | Bàn thắng |
| Hàn Quốc              | Hàn Quốc              | Hàn Quốc              | Giải vô địch | Giải vô địch | Cúp KFA | Cúp KFA   | Cúp Liên đoàn | Cúp Liên đoàn | Tổng cộng | Tổng cộng |
| --------------------- | --------------------- | --------------------- | ------------ | ------------ | ------- | --------- | ------------- | ------------- | --------- | --------- |
| 2010                  | Gyeongnam FC          | K-League              | 7            | 0            | 0       | 0         | 1             | 1             | 8         | 1         |
| 2011                  | Gyeongnam FC          | K-League              | 2            | 0            | 3       | 0         | 0             | 0             | 5         | 0         |
| Tổng cộng sự nghiệp   | Tổng cộng sự nghiệp   | Tổng cộng sự nghiệp   | 9            | 0            | 3       | 0         | 1             | 1             | 13        | 1         |